# Húnavatnshreppur
Húnavatnshreppur es un municipio de Islandia. Se encuentra en la zona suroriental de la región de Norðurland Vestra y en el condado de Austur-Húnavatnssýsla. 

## Población y territorio
Se encuentra en el costado oriental de la bahía de Húnaflói. Tiene un área de 3.817 kilómetros cuadrados. Su población es de 417 habitantes, según el censo de 2011, para una densidad de 0,11 habitantes por kilómetro cuadrado.